# CANZUK
CANZUK是一个构想中的政治经济联盟，名称取自该联盟理论组成国名字的首字母缩写，即加拿大（Canada）、澳大利亚（Australia）、新西兰（New Zealand）与英国（United Kingdom）。四国当下共享着相同语言、文化、政治体制与君主，亦均为英聯邦王國。联盟计划组成为一个类似于前欧洲经济共同体的组织，通过增多边贸易额，加强外交政策合作，军事合作以及实现四国国民的自由流动达成该目标。CANZUK组织想法受到各种智库（如CANZUK国际协会与亚当·斯密研究所等）与组成四国的部分政客支持。

## 历史

### 名称定义
CANZUK一词最早被《殖民地到英联邦（Colonies Into Commonwealth）》一书的作者威廉·大卫·麦金泰尔于1967年在书中“CANZUK联盟”一章中提出。近期，该词被游说组织CANZUK国际所采用作为缩写名称（其组织正式名称为英联邦自由运动组织）。在英國去留歐盟公投与英国脱欧事件发生后，部分作家如安德鲁·利利科与詹姆斯·博纳特同部分学者如历史历史学家安德鲁·罗伯特开始主张在加拿大，澳大利亚，新西兰与联合王国四国间进行合并组成新的政治实体以应对新的国际形势。安德鲁·罗伯特建议该政治实体可以进入当下的国际秩序并成为西方世界的第三大支柱（与美国和欧洲联盟并列），罗伯特亦认为，鉴于该实体所拥有的领土面积地理范围与较大的经济体量可以令实体成为国际环境中的“大国”并作为潜在的“超级大国”（潜在超级大国）。
一些该计划的倡导者如罗伯特赞成该实体应以联邦或邦联的形式存在。其他倡导者，如利利科则提议该实体应该作为“地缘政治合作伙伴”的形式存在，即效仿欧洲经济共同体。该提议的CANZUK受到CANZUK国际以及加拿大保守党等组织的支持，该提议涉及成立在四国间成立公民自由流动区，多边自由贸易协定以及共同防卫伙伴，而相关加强贸易关系的想法（包括或不包括一个多边自由贸易协定）已经收到多名四国政客的支持，其中较为有名的有前澳大利亚总理斯科特·莫里森，加拿大总理賈斯汀·杜魯多，前英国首相文翠珊、前任英國首相鮑里斯·約翰遜以及前新西兰总理傑辛達·阿德恩。

### 关系
加拿大，澳大利亚及新西兰均为前大英帝国的殖民地与自治领，同时三国的主体民族均为盎格鲁-萨克逊人（即英国民族），而受其历史原因影响，CANZUK四国依然在今日仍共享着紧密的文化，外交与军事纽带。除英国及其海外领土外，对英国民族或血统仍持有较高占比认同的国家亦为CANZUK构想中的四国，新西兰（59%），澳大利亚（46%），加拿大（31%）。作为对曾经英国领土与大英帝国一部分的敬意，澳大利亚与新西兰的国旗仍然以英国国旗置于其国旗左上角以表沿革与传承，而英国国旗同时也是两面加拿大官方旗帜中的一面（亦被称作皇家联合旗）。
加拿大、澳大利亚、新西兰与英国也同时均是英联邦王国，并共举查爾斯三世作为其君主与国家首脑。四国拥有很大程度的政治体制，法律，语言与宗教相似性：如西敏制，英美法系，英式英語词汇与基督教价值观。CANZUK四国均是英语世界的主要组成国家，并且在英语圈中共同参与了大量军事合作，如通用空军标识、五眼聯盟、美英加澳新五国陆军合作计划与澳加新英美五国海军合作计划，并及此加深各种军事与情报合作。加拿大与英国通过北大西洋公约组织结为军事同盟，而澳大利亚、新西兰与英国则通过五国联防结为军事同盟关系。
四国之间的民间关系则极为紧密，调查表明，四国国民对彼此均视作为世界上最为紧密的友国与盟友。

## 成员国
| 通称                                                                                                | 加拿大 Canada | 澳大利亚 Australia | 新西兰 New Zealand | 英国 United Kingdom |
| --------------------------------------------------------------------------------------------------- | --- | --- | --- | --- |
| 国名全称                                                                                            | 加拿大 Canada | 澳大利亚联邦 Commonwealth of Australia | 新西兰王國 Realm of New Zealand (毛利语: Aotearoa)                                                                               | 大不列颠及北爱尔兰联合王国 United Kingdom of Great Britain and Northern Ireland |
| 国旗                                                                                                | 加拿大 | 澳大利亚 | 新西兰 | 英国 |
| 皇家旗帜 （注：由于伊丽莎白二世近期逝世，新皇家旗帜悬空）                                           | | | | |
| 国徽或皇徽                                                                                          | Canada | Australia | New Zealand | United Kingdom |
| 国歌及皇室颂歌                                                                                      | 《啊，加拿大》 《天佑国王》 | 《前进，美丽的澳大利亚》 《天佑国王》 | 《天佑新西兰》 《天佑国王》 | 《天佑国王》 |
| 人口                                                                                                | 37,971,020 (截至2020年) | 25,522,169 (截至2019年) | 5,021,400 (截至2020年) | 66,796,807 (截至2019年) |
| 面积 （平方千米）                                                                                   | 9,984,670 km2 | 7,741,220 km2 | 268,838 km2 | 243,610 km2 |
| 人口密度 （每平方千米）                                                                             | 3.9/km2 | 3.3/km2 | 18.3/km2 | 270.7/km2 |
| 首都                                                                                                | 渥太华 | 堪培拉 | 惠灵顿 | 伦敦 |
| 历史上在大英帝国的地位                                                                              | 英属北美 British North America 加拿大自治领 Dominion of Canada 纽芬兰自治领 Dominion of Newfoundland                                                                          | 澳大利亚（自治领及联邦王国） Commonwealth of Australia (Dominion & Commonwealth Realm)                                                                            | 新西兰（自治领及联邦王国） New Zealand (Dominion & Commonwealth Realm)                                                           | 作为大英帝国的宗主国 British Empire de facto Homeland |
| 现代在英联邦的地位                                                                                  | 英联邦王国 Commonwealth Realm | 英联邦王国 Commonwealth Realm | 英联邦王国 Commonwealth Realm | 英联邦王国 Commonwealth Realm |
| 宪制文件                                                                                            | 《英属北美法》 《1931年威斯敏斯特法令》 《加拿大宪法》 《加拿大权利与自由宪章》                                                                                               | 《1900年澳洲联邦宪法法令（帝）》 《1931年威斯敏斯特法令》 澳大利亚联邦宪法（不成文宪法）                                                                          | 《1931年威斯敏斯特法令》 新西兰宪法（不成文宪法）                                                                                | 《大宪章》 《请愿之权法》 英国宪法（不成文宪法） |
| 政体                                                                                                | 联邦议会制君主立宪 | 联邦议会制君主立宪 | 单一议会制君主立宪 | 单一议会制君主立宪 （存在权力下放） |
| 国家元首 （注：四国法理上为共主邦聯，由于君主不常驻除英国外三国，因此派遣总督代行宪制权力）         | 查尔斯三世 国王 （加拿大总督 瑪麗·西蒙） | 查尔斯三世 国王 （澳大利亚总督 大卫·赫利） | 查尔斯三世 国王 （新西兰总督 辛迪·基羅）                                                                                         | 查尔斯三世 国王 |
| 政府首脑 （注：四国政府首脑英文职称均为"Prime Minister, PM"，即首相）                               | 聯邦總理大臣 馬克·卡尼 | 聯邦總理大臣 安东尼·阿尔巴尼斯 | 总理大臣 克里斯托弗·盧克森 | 首相 施紀賢 |
| 政府                                                                                                | 加拿大政府 Government of Canada 国王陛下政府 His Majesty's Government | 澳大利亚政府 Government of Australia 国王陛下政府 His Majesty's Government                                                                                        | 新西兰政府 New Zealand Government 国王陛下政府临新西兰 His Majesty's Government on the Seal of New Zealand                       | 英国政府 Government of United Kingdom 国王陛下政府 His Majesty's Government |
| 立法机构 （注：四国立法机构均采用源自英国的西敏制议会制度）                                         | 加拿大国会 加拿大参议院 - Senate of Canada 加拿大眾议院 - House of Commons | 澳大利亚议会 澳大利亚参议院 - Senate of Australia 澳大利亚众议院 - House of Representatives                                                                       | 新西兰议会 新西兰众议院 - New Zealand House of Representatives                                                                   | 英国议会 英国上议院 - House of Lords 英国下议院 - House of Commons |
| 司法机关 （注：除英国外三国早期的终审法院为英国的枢密院司法委员会）                                 | 加拿大最高法院 | 澳大利亚高等法院 | 新西兰最高法院 | 联合王国最高法院 |
| 武装力量 （注：四国法理上的最高军事统帅为查尔斯三世，但君主通过授权总督，令其作为实际上的最高统帅） | 加拿大武装部队 Canadian Armed Forces 加拿大陆军 加拿大皇家空军 加拿大皇家海军                                                                                                 | 澳大利亚国防军 Australian Defence Force 澳大利亚陆军 澳大利亚皇家空军 澳大利亚皇家海军                                                                            | 新西兰国防军 New Zealand Defence Force 新西兰陆军 新西兰皇家空军 新西兰皇家海军                                                  | 英国军队 His Majesty's Amred Forces 国王陛下的军队 英国陆军 英国皇家空军 英国皇家海军 |
| 官方语言及国家语言                                                                                  | 英语 法语 | 英语 | 英语，毛利语 新西兰手语 | 英语 |
| 主要宗教信仰                                                                                        | - 39% 天主教 - 20.3% 新教 - 1.6% 东正教 - 6.3% 基督教少数教派 - 3.2% 伊斯兰教 - 1.5% 印度教 - 1.4% 锡克教 - 1.1% 佛教 - 1% 犹太教 - 0.6% 其他 - 23.9% 无宗教信仰 (截至2011年) | - 23.1% 新教 - 22.6% 天主教 - 4.2% 基督教少数教派 - 2.6% 伊斯兰教 - 2.4% 佛教 - 2.3% 东正教 - 1.9% 印度教 - 1.3% 其他 - 30.1% 无宗教信仰 - 9.6% 未知 (截至2016年) | - 37.3% 基督教 - 2.7% 印度教 - 1.3% 毛利信仰 - 1.3% 伊斯兰教 - 1.1% 佛教 - 1.6% 其他 - 48.6% 无宗教信仰 - 6.7% 未知 (截至2018年) | - 59.5% 基督教 - 4.4% 伊斯兰教 - 1.3% 印度教 - 2% 其他 - 25.7% 无宗教信仰 - 7.2% 未知 (截至2011年) |
| 法定货币                                                                                            | 加拿大元 | 澳大利亚元 | 新西兰元 | 英镑 |
| 货币管理机构                                                                                        | 加拿大银行 | 澳大利亚储备银行 | 新西兰储备银行 | 英格兰银行 |
| 本土地图                                                                                            | | | | |
| 海外领土                                                                                            | 不適用 | 澳大利亚外领地 - 阿什莫尔和卡捷群岛 - 圣诞岛 - 科科斯（基林）群島 - 珊瑚海群岛 - 赫德島和麥克唐納群島 - 诺福克岛 - 澳大利亚南极领地（宣称）                       | 新西兰属地 - 托克勞 - 罗斯属地（宣称） 新西兰联系邦 - 庫克群島 - 纽埃                                                            | 英国海外领土 - 亞克羅提利與德凱利亞 - 百慕大 - 英屬印度洋領地 - 英屬維爾京群島 - 开曼群岛 - 福克蘭群島 - 直布罗陀 - 皮特凯恩群岛 - 圣赫勒拿、阿森松和特里斯坦-达库尼亚 - 南乔治亚和南桑威奇群岛 - 英属南极领地（宣称） 王室属地 - 澤西 - 马恩岛 |

## 倡导者
目前世界上几个为促进CANZUK计划而成立的组织已经在加强其推广，意图消解CANZUK国家间的不同并推进四国间更深度的合作与交流。CANZUK国际组织已经将重新建立国民自由流通区（如英联邦体制内在《1972年欧洲共同体法 (联合王国)》前所存在的自由流通区）列为其组织的既定目标。其他组织则大部分为志愿者组织，希图建立超国家联盟，如“CANZUK Unitiing”。

### 加拿大
几位议员在2017年加拿大保守党黨魁选举中对CANZUK建议表示支持。该次选举最终的获胜者安德魯·熙爾在2017年三月对CANZUK提出的自由贸易协议表示支持。在温哥华的一场辩论中，熙尔表示“我十分支持我国在与澳大利亚、新西兰和英国之间构建贸易协定，我们拥有着相同的法律框架，共同的民主系统以及同种投资和贸易的立法与条例，但我们并不同中国享有这些优势。”
其他保守党黨魁候选人也对CANZUK所提出的自由贸易与自由流动表示接受并将其列入他们的竞选大纲，这些候选人包括艾林·奥图尔和莊文浩。2017年4月，奥图尔放出了一条与CANZUK国际合作的视频，形容CANZUK计划为“没有道理不做的”，认为加拿大已经为美国及其公民提供了自由贸易与自由流动权，“那为何不能为我们其他亲密的盟友提供同等的待遇呢？”2017年5月，莊文浩宣布对脱欧后CANZUK国家间的自由流动运动表示支持，说道“一个很好的想法使得我们同澳大利亚，新西兰与联合王国开创一个新的贸易协定，特别是在英国退出欧洲公投的指引下。”
2018年8月，加拿大保守党以215票对7票的投票正式接纳CANZUK作为其政党党纲。
在2020年8月保守黨黨魁選舉中由2017年敗選的奥图尔勝出擔任新任保守黨黨，此後奧圖爾就把CANZUK作為他的競選政綱之一。该党目前为加拿大议会的最大在野党。

### 澳大利亚
2017年8月，澳大利亚维多利亚州自由党参议员，詹姆斯·怕特森在澳大利亚财政报告中发表了一份意见倡导书，宣布支持CANZUK所提倡的自由贸易与国民自由流动，倡导书指出“通过与澳大利亚、新西兰与加拿大联合并同脱欧后联合王国签订贸易协定，我们有机会在四个英联邦国家间推动一个更广泛的贸易合作....而这个想法的时机已经到来。”

### 新西兰
在新西兰，行動新西兰党已经表示其自由流通区的支持，其政党领袖大衛·西蒙表示，“成功的国家，如英国与新西兰，不应当筑起墙壁和关闭彼此，当曾经彼此所交流的想法令我们的国家如此繁荣。脱欧为英国提供了一种除了移民欧洲外新的选择，让我们通过双向自由流通协议同英国接洽。”
2018年4月，新西兰议会反对派领袖西蒙·布瑞吉表达了其对CANZUK的支持。

### 英国（联合王国）
2012年7月11日，议员安德魯·羅森戴爾向英国议会递交了一份普通议员法案，该法案涉及允许“女王陛下的各王国的公民在英国境内的国际机场通过独立通道进入英国”，该法案所指的公民包含加拿大，澳大利亚与新西兰的公民；该法案的目标表明了一个以引进新型互惠边境息协议的方式在未来同英联邦王国各国展开合作。该法案收到诸多议员的支持，包括尼格爾·多茲（北爱尔兰民主统一党），羅利·斯圖爾特（保守党），鮑勃·布萊克曼（保守党），史提夫·貝克（保守党），普丽蒂·帕特尔（保守党），馬克·明斯（保守党），凯特·霍依（工党），約翰·里德伍德（保守党）以及托馬斯·多赫提（工党）。该法案最终在二读阶段因为缺少议会时间及支持率不足最终未能通过。
2014年11月，伦敦市长鲍里斯·约翰逊（现任英国首相）表达了其在加拿大，澳大利亚，新西兰及英国间建立“自由流动区”的支持，坦言“英国、澳大利亚、加拿大和新西兰共同拥戴一个国家元首，使用相同的语言并拥有相似的法律系统。客观上，这些国家均是高度经济发达的民主国家并坐拥清晰的共同文化与血脉。”
亚当·斯密研究所则在2018年表示了对CANZUK的支持
在2019年9月访问澳大利亚期间，英国国际贸易大臣伊丽莎白·特拉斯表达了英国政府希望同澳大利亚建立自由流动区的意愿并就脱欧后自由贸易协定进行商讨。

## 反对观点
批判者如尼克·科恩认为CANZUK组织的提议纯属“幻想”，该组织不会同其预期一样成为21世纪地缘政治结构中可行的一环，他强调CANZUK四国不论从法律还是政治文化上在大英帝国时代结束后已经分道扬镳。尼克·科恩辩驳到，地缘政治上的分离对任何这四国之间的合作均起到了价值上的限制，根据主流的经济学观点“在绝对贸易伙伴国关系上，与贸易伙伴间的距离与体量比起历史联结起到更为决定性的作用”。
中国官方环球时报在2020年8月24日的評論文章指出CANZUK是2.0版大英帝国，用意在形成强大而繁荣的“盎格鲁圈”和意图强硬对付中国。

## 公众观点
2018年1月至3月间，来自澳大利亚，加拿大，新西兰与英国的13600名受访者的意见投票显示，2018年度对CANZUK四国自由贸易区与自由流动区的支持率较2017年有所升高。该比率在澳大利亚占73%，加拿大占76%，新西兰占82%，英国占68%。

## 统计数据
| 国家           | 人口        | 领土面积 (平方公里 km2) | 领土面积 (平方英里) | 名义GDP (十亿美元) | 人均名义GDP (美元) | GDP（购买力平价） （十亿美元) | GDP（人均） (美元) | 国家净资产 (十亿美元) | 人均国家净资产 (美元) | 人类发展指数 (2018年) |
| -------------- | ----------- | ----------------------- | ------------------- | ------------------ | ------------------ | ----------------------------- | ------------------ | --------------------- | --------------------- | --------------------- |
| 加拿大         | 37,314,442  | 9,993,510               | 3,858,520           | $1,820.00          | $48,774            | $1,931.00                     | $51,749            | $7,407                | $202,240              | 0.926 (极高)          |
|                | 25,324,400  | 7,682,300               | 2,966,200           | $1,500.26          | $61,359            | $1,235.30                     | $50,522            | $7,329                | $299,748              | 0.939 (极高)          |
| 新西兰         | 4,825,170   | 263,310                 | 101,660             | $206               | $42,692            | $185.748                      | $42,940            | $1,162                | $240,821              | 0.917 (极高)          |
| 英国           | 66,876,964  | 241,930                 | 93,410              | $2,936.29          | $44,367            | $2,880.25                     | $43,520            | $14,073               | $212,640              | 0.922 (极高)          |
| 总计           | 134,340,976 | 18,181,050              | 10,737,947          | $6441.01           | $48,765            | $6065.08                      | $45,919            | $29,971               | $226,913              | 0.926 (极高)          |
| 占全世界百分比 | 1.7%        | 7%                      | 7%                  | 7.4%               | –                  | 4.8%                          | –                  | 10.7%                 | –                     | –                     |